# Bar Cruz do Pascoal
Bar Cruz do Pascoal é um tradicional bar brasileiro fundado no ano de 1952 por Porfírio Amoedo, localizado no bairro de Santo Antônio Além do Carmo, em Salvador, capital do estado da Bahia.

## História

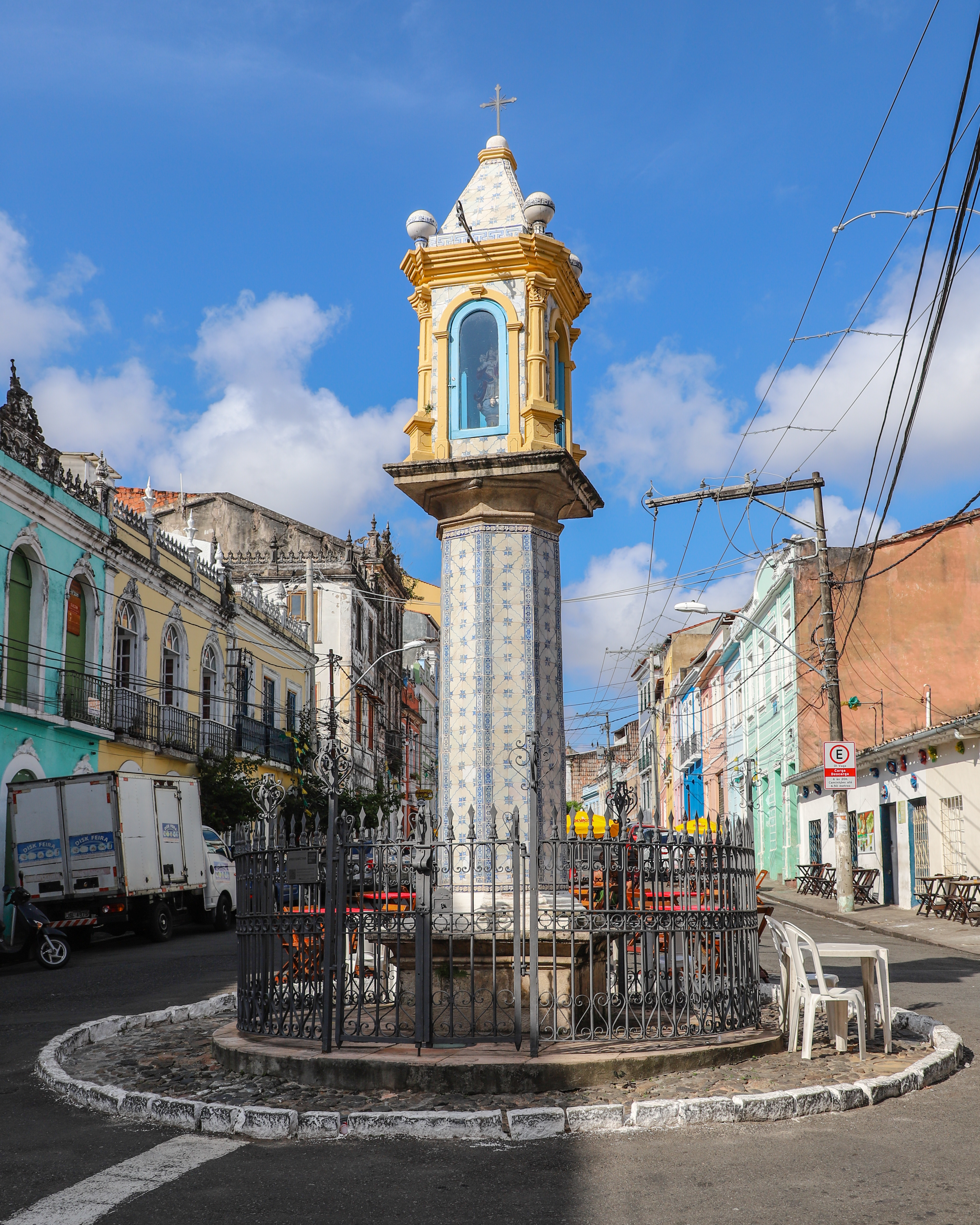
O Oratório Público da Cruz do Pascoal que deu origem ao nome do bar.

O Bar Cruz do Pascoal foi fundado no ano de 1952, pelo imigrante espanhol Porfírio Amoedo, nascido na Galícia, que mudou-se para o Brasil ainda criança, chegando em Salvador. Incialmente a empresa era uma espécie de armazém e posteriormente converteu-se em um bar.
O nome do estabelecimento faz referência à sua proximidade do Oratório Público da Cruz do Pascoal, construído em 1743 pelo português Pascoal Marques de Almeida, em devoção à Nossa Senhora do Pilar.
Localizado no bairro de Santo Antônio Além do Carmo, o bar é extremamente popular, inclusive entre turistas, devida sua vista para a Baía de Todos-os-Santos, entre seus fregueses notórios estão personalidades como o cantor Gilberto Gil.
No ano de 2019, o bar recebeu o prêmio do júri Veja Comer & Beber, organizado pela revista Veja, publicação semanal da editora Abril, na categoria de bar com a melhor vista de Salvador.

## Características
Uma das características marcantes foi apenas o pagamento em 'dinheiro vivo'. Num atraso em relação ao restante do mercado, somente no ano de 2017, passou a aceitar o pagamento por cartão de débito. O bar também não funciona aos domingos.
Entre os principais pratos do local estão carne de sol com pirão de aipim e escondidinho de camarão. A principal bebida consumida no estabelecimento é cerveja.

## Na cultura popular
O bar já foi palco para produções artísticas brasileiras. No ano de 1962, fez parte do cenário do filme O Pagador de Promessas dirigido por Anselmo Duarte e protagonizado por Leonardo Villar e Glória Menezes.
Em 2018, o bar serviu de inspiração para novela Segundo Sol escrita por João Emanuel Carneiro e exibida pela Rede Globo na faixa das nove. No folhetim de Carneiro, o bar fictício se chamava "Bar Caranguejo de Santo Antônio" e pertence à família Falcão, fazendo alusão ao Bar do Pascoal. O núcleo do Bar Caranguejo era frequentado por atores como Vladimir Brichta, José de Abreu, Arlete Salles, Luis Lobianco, Emilio Dantas e Thalita Carauta.